# メドガー・エヴァース
メドガー・エヴァース（Medgar Evers、1925年7月2日 - 1963年6月12日）は、アフリカ系アメリカ人の公民権運動家である。NAACP（全米黒人地位向上協会）ミシシッピ州支部委員。1963年6月12日に白人優越主義組織の白人市民会議に所属するバイロン・デ・ラ・ベックウィズに暗殺された。

## 略歴
1925年7月2日、ミシシッピ州ディケーターの農家に生まれる。
1943年、陸軍に入隊。ノルマンディー上陸作戦にも派遣され、1946年に名誉除隊する。
1948年、アルコーンA&Mカレッジ（現アルコーン州立大学）に入学し、経営学を専攻する。在学中に大学の後輩マイリー・ルイス・ビーズリーと結婚し、1952年に卒業する。卒業後はフィラデルフィアに移り、保険のセールスマンとして働き始め、NAACPにも所属する。
1954年、ミシシッピ大学ロースクール入学を申請するが拒否される。州都ジャクソンに移り住み、NAACPミシシッピ支部のフィールド・セクレタリーに就任する。

## NAACPでの活動
黒人の有権者登録運動、デモ、黒人差別を行う企業へのボイコット運動などを行う。 
1955年8月に起きた黒人少年エメット・ティル殺害事件の調査にも尽力する。この事件に関連する報道でNAACPと白人市民会議の対立が注目され、エヴァースはミシシッピ州における公民権運動のリーダー的存在となる。

## 暗殺

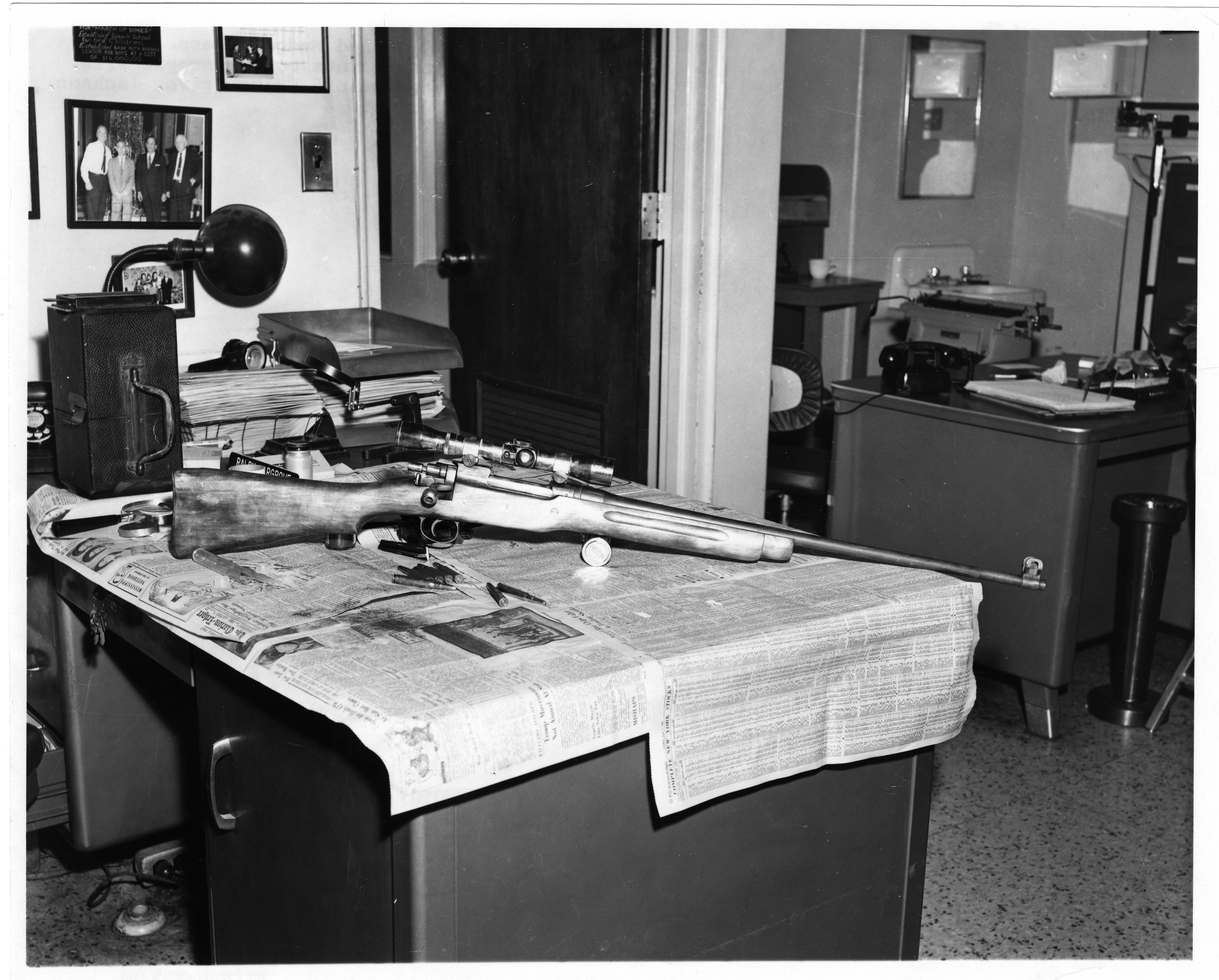
凶器として用いられたM1917ライフル

1962年9月、黒人男性ジェームズ・メレディスの転入を巡り、ミシシッピ大学で暴動事件（メレディス事件）が起こる。
1963年5月、メレディスを支援し続けたエヴァースの声明がテレビで放送され、顔が知れ渡る。数日後、自宅敷地内で放火事件が起こる。
6月11日20時（東部時間）、ジョン・F・ケネディ大統領が大統領執務室で行った公民権についての演説「公民権に関するアメリカ国民への報告」が、全米のラジオ・テレビで放送された。これにより、以前から身の危険を感じていたエヴァースは、さらに大きな危険を感じたことを家族に伝えている。
それからわずか数時間後の12日午前0時頃、NAACPの弁護士との会合から帰宅し車を出たところを、茂みに隠れていたバイロン・デ・ラ・ベックウィズという41歳の男にライフルで狙撃された。ベックウィズは白人至上主義団体の白人市民会議とクー・クラックス・クランのメンバーだった。銃弾は背中から胸を貫通し、ジャクソンの地元病院に搬送されたが、人種を理由に初め入院を拒否された。家族が身元を説明し、入院が認められたが、50分後に病院で死亡した。エヴァースはミシシッピ州の白人専用病院に入院した最初の黒人男性となった。現場に残されたライフルからグリーンウッドに在住するベックウィズが割り出され、21日に逮捕された。
アーリントン国立墓地で軍葬が執り行われ埋葬された。NAACPフィールド・セクレタリーは兄のチャールズが引き継いだ。
ベックウィズは殺人罪で起訴され、一審・二審共に死刑が求刑されたが、結論が出ず有罪を免れる。1989年に再審請求の機運が高まり、1994年2月に有罪判決（終身刑）が下る。その後、ベックウィズは2001年に80歳で獄死した。

## メドガー・エヴァースを題材にした作品

### 音楽
- ジュディ・コリンズ『Medgar Evers Lullaby』1964年（作詞・作曲 リチャード・ワイズマン）

五輪真弓『メドガー・エバースの子守唄 （黒い子守唄）』 1974年のライブアルバム『冬ざれた街』収録。英語カバー。
- ボブ・ディラン『しがない歩兵（英語版）』1964年

### 映画
- 『ゴースト・オブ・ミシシッピー』1996年
- 『私はあなたのニグロではない』2016年
- 『ティル』2022年

### テレビ映画
- 『For Us the Living: The Medgar Evers Story（英語版）』1983年